# Last Breath (2025)
Last Breath ist ein Filmdrama von Alex Parkinson. Der Thriller erzählt eine wahre Geschichte um den Taucher Chris Lemons, gespielt von Finn Cole. Last Breath kam Ende Februar 2025 in die nordamerikanischen Kinos. Der Kinostart in Deutschland ist Anfang Mai 2025 geplant.

## Handlung
Im September 2012 auf der Nordsee während eines schweren Sturms. Chris Lemons, Dave Yuasa und Duncan Allcock bilden ein Team von Tiefseetauchern, das die Aufgabe hat, ein Unterseekabel auf dem Meeresboden vor Aberdeenshire an der schottischen Küste zu reparieren. Hierfür verlassen sie die Taucherglocke und steigen auf 100 Meter ab. Als das computergesteuerte Ortungssystem des Mutterschiffs, der Bibby Topaz, ausfällt und manövrierunfähig ist, während Chris und Dave einen Sättigungstauchgang Hunderte von Metern unter der Wasseroberfläche durchführen, wird ersterer von der Sauerstoffversorgung und den lebenswichtigen Kommunikationsleitungen getrennt und treibt in seinem Anzug davon in das Dunkel des Meeres.
Yuasa und Allcock versuchen in der kurzen ihm verbleibenden Zeit ihren Freund von ihrer Taucherglocke aus zu retten, der Hunderte von Metern unter der Meeresoberfläche gefangen ist, denn Chris hat nur noch für wenige Minuten Sauerstoff in seinem Anzug. Als sie ihn endlich orten können, glauben sie nicht mehr, dass er noch lebt.

## Produktion

### Filmstab und Filmmusik
Regie führte Alex Parkinson, der gemeinsam mit Mitchell LaFortune und David Brooks auch das Drehbuch schrieb. Parkinson ist bekannt für Filme wie den Dokumentarfilm Der letzte Atemzug – Gefangen am Meeresgrund von 2019 (im Original ebenfalls Last Breath), der sich ebenfalls mit dem Tauchunglück im September 2012 beschäftigte, und Lucy, the Human Chimp von 2021.
Die Filmmusik komponierte der Brite Paul Leonard-Morgan, mit dem Parkinson bereits für Der letzte Atemzug zusammenarbeitete.

### Besetzung und Dreharbeiten

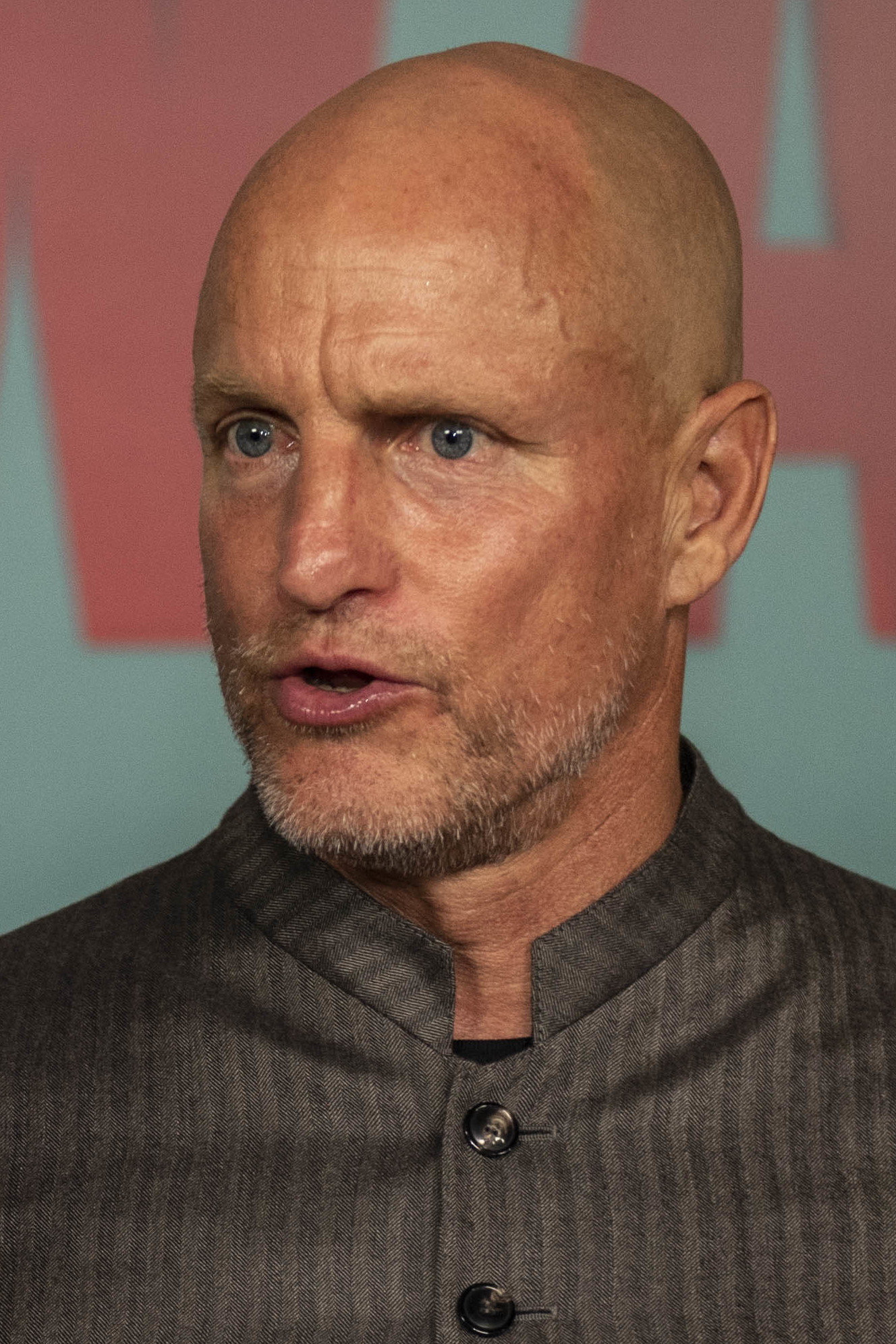
Woody Harrelson spielt Duncan, den ältesten und erfahrensten der Taucher

Der Brite Finn Cole spielt den verunglückten Taucher Chris Lemons. In weiteren Hauptrollen sind der US-Amerikaner Woody Harrelson und der chinesisch-kanadische Schauspieler und Stuntman Simu Liu zu sehen, die seine Kollegen Duncan Allcock und David Yuasa spielen. Cliff Curtis ist als der Kapitän des Mutterschiffs Andre Jenson zu sehen und Mark Bonner als der Tauchleiter Craig. Das letzte Mitglied der Mannschaft ist die von MyAnna Buring gespielte Hanna. Bobby Rainsbury spielt Chris Lemons' Verlobte Morag. Das Casting übernahmen Daniel Hubbard und Rory Okey.
Zunächst fanden die Dreharbeiten in der Nordsee an Bord der echten Bibby Topaz statt, des Schiffes, das während der Reparaturarbeiten im September 2012 manövrierunfähig wurde. Spätere Szenen wurden vor Malta gedreht. Weitere Aufnahmen entstanden in Schottland. Als Kameramann fungierte Nick Remy Matthews.

### Marketing und Veröffentlichung
Der erste Trailer wurde Anfang Dezember 2024 vorgestellt. Die US-Vertriebsrechte liegen bei Focus Features. Am 28. Februar 2025 kam der Film in die US-amerikanischen und kanadischen Kinos. Der Kinostart in Deutschland ist am 8. Mai 2025 geplant.

## Rezeption
Von den bei Rotten Tomatoes aufgeführten Kritiken sind 80 Prozent positiv.
Frank Scheck beschreibt Last Breath in seiner Kritik in The Hollywood Reporter als einen spannenden Abenteuerthriller, der seine Geschichte auf das Wesentliche reduziert und fesselnd erzählt. Ähnlich wie Apollo 13, ein Film der enorme Spannung erzeugte, obwohl jeder den Ausgang der Geschichte bereits kannte, sei Last Breath ein packendes und zwangsläufig klaustrophobisches Erlebnis, das einem den Atem anhalten lässt, und die haarsträubenden Ereignisse mit beeindruckender Authentizität zeige. Der Film profitiere zudem von den sehr überzeugenden Darstellungen, nicht nur der drei Hauptdarsteller, sondern auch von Cliff Curtis als Schiffskapitän, der schwierige Entscheidungen treffen muss, und Mark Bonner als Tauchleiter, der seine Männer unbedingt sicher zurückbringen will. Wenn die Spannung nachzulassen droht, sorge die mitreißende Filmmusik von Paul Leonard-Morgan dafür, dass dies nicht passiert.
Die weltweiten Einnahmen des Films aus Kinovorführungen belaufen sich auf 24,4 Millionen US-Dollar.